# Andranik Markarjan
Andranik Markarjan (arménsky Անդրանիկ Մարգարյան, 12. června 1951 Jerevan – 25. března 2007 Jerevan) byl arménský politik a ministerský předseda Arménie od 12. května 2000 do své smrti. Byl členem Republikánské strany Arménie. Do premiérského křesla nastoupil po krátkém období vlády Arama Sarkisjana.
Narodil se v hlavním městě Arménské SSR Jerevanu. Na jerevanské polytechnice studoval kybernetiku a ukončil ji jako počítačový inženýr.

## Politická kariéra
V arménské politice se poprvé objevil v 70. letech, když založil ilegální politickou stranu Stranu národní jednoty, která zahájila kampaň za obnovení nezávislosti Arménie na Sovětském svazu. Dlouhou dobu byl kritikem totalitní vlády SSSR, jeho představou byla svobodná a nezávislá Arménie. Sovětská policie ho roku 1974 zatkla a soud jej odsoudil ke dvěma letům v pracovním táboře za jeho četné protisovětské myšlenky a aktivity.
Po získání nezávislosti Arménie roku 1992 se Markarjan přihlásil do první nově vzniklé politické strany v zemi, Republikánské strany Arménie. Ovlivňoval zaměření strany k myšlenkovým směrům své původní Strany národní jednoty. Od roku 1993 do své smrti byl také jejím předsedou. Když roku 1999 při přepadení arménského parlamentu zahynul ministerský předseda Vazgen Sarkisjan a sedm dalších vysokých politiků, byl novým premiérem jmenován jeho bratr Aram Sarkisjan. Ten byl však po půlroce odvolán a na jeho místě stanul Andranik Markarjan. Markarjan plánoval vzdát se úřadu po květnových volbách 2007. Během své vlády byl poctěn několika vyznamenáními.

## Vědecká činnost
Kromě politické kariéry se věnoval Markarjan i své profesi ve vědeckém výzkumu. V 70. letech do svého zatčení pracoval v jerevanské pobočce Vědeckovýzkumného institutu ropného průmyslu jako samostatný inženýr. Po svém propuštění roce 1977 pracoval jako vedoucí inženýr Vědeckovýzkumného energetického ústavu, roce 1978 dostal místo v elektrotechnické firmě jako vedoucí oddělení. V letech 1979–1990 byl vedoucím oddělení elektroniky výpočetního centra ministerstva práce, v letech 1990–1994 vedoucím informačního oddělení Státního úřadu speciálních programů. Pak ještě rok pracoval na Státní univerzitě architektury jako mladší asistent.

## Úmrtí
Andranik Markarjan zemřel po sedmi letech ve funkci 25. března 2007 na srdeční záchvat. Byl nalezen ve svém apartmá v bezvědomí a veškeré snahy o jeho oživení se nesetkaly s úspěchem. Markarjan měl delší problémy se srdcem a podstoupil na něm dva chirurgické zákroky – první v Arménii v roce 1999 a druhý později ve Francii. Pravidelně se podroboval zdravotním prohlídkám ve Francii a v Rusku. Zanechal po sobě manželku, dvě dcery, syna a pět vnoučat.